# Richard L. Holm
Richard L. Holm, surnommé Dick Holm, est un agent de la CIA qui servit sous treize directeurs d'agence successifs et fut décoré de la plus haute médaille de l'agence de Langley, la Distinguished Intelligence Medal.
Après avoir participé au soutien de la guérilla Hmong du général Vang Pao lors de la guerre civile laotienne, pendant la guerre du Viêt Nam, il travaille au Zaïre, à Hong Kong puis à Paris, où il est nommé chef de poste de la CIA. Il est expulsé de France en 1995, après que Charles Pasqua a révélé une affaire d'espionnage économique menée par la CIA contre les intérêts français, et contraint de prendre une retraite anticipée.

## Les années 1960: du Laos au Congo belge
Rejoignant la CIA dans les années 1960, au début de la guerre du Viêt Nam, il est d'abord affecté au Laos où il organise les opérations de la CIA active dans la guerre civile opposant le Pathet Lao à la monarchie. Sous l'autorité du chef de poste de la CIA Charles Whitehurst à Vientiane (1962-64), il travaille notamment avec Bill Lair et son adjoint Pat Landry. Lair recrute en décembre 1960 le général Hmong Vang Pao, à la tête des forces irrégulières hmong luttant contre les communistes et participant au trafic d'opium.
Holm dira plus tard avoir été assigné à la mi-juillet 1962 à Ban Na, à l'ouest de la plaine des Jarres, contrôlée depuis 1960 par le Pathet Lao, qu'il rejoindra à bord d'un Helio Courier (en) d'Air America. Il travaille notamment avec une unité spéciale de la police thaï, la Police Air Reconnaissance Unit, spécialisée en contre-insurrection et organisée sur le modèle des US Army Special Forces. Il est aussi actif dans la livraison d'armes à la guérilla hmong. Peu de temps après, il fut rappelé à Vientiane, la capitale du Laos, avant d'être renvoyé à Phou Song, au cœur des montagnes laotiennes, habitées par les Hmongs. À Phou Song, il s'occupe tant des activités de la CIA que d'être l'intermédiaire de la US AID, laquelle apporte vivres et équipements aux montagnards.
Toujours selon son témoignage, après la signature, en 1962, du Protocole de Genève sur la neutralité du Laos, par l'ambassadeur William Averell Harriman, la CIA est contrainte d'organiser ses opérations au Laos depuis la Thaïlande. Prenant la couverture d'un conseiller à la police frontalière, Holm est envoyé pendant près de 20 mois sur la ville-frontière de Nakhon Phanom, sur les bords du Mékong, se rendant régulièrement au Laos. Il est chargé de l'opération HARDNOSE de surveillance de la piste Hô Chi Minh dans la région Panhandle du Laos. En juillet 1964, il sera remplacé à Nakhon Phanom par l'agent Dick Kinsman.
Avec le recul, Holm critiquera plus tard l'« ignorance » et l'« arrogance » des Américains, ainsi que leur passivité face à la corruption du régime royal laotien. Selon lui, « la politique américaine au Laos est largement responsable du désastre qui frappa les Hmong (...) Au bout du terme, nos décideurs ont échoué à assumer notre responsabilité morale vis-à-vis de ceux qui travaillèrent si étroitement avec nous lors de ces années tumultueuses. »

## Crash au Congo
Fin 1964, Holm est affecté en Afrique, en République démocratique du Congo (ex-Congo belge), alors secoué par une guerre civile. Lors d'une reconnaissance aérienne destinée à repérer des rebelles Simba autour de Bunia, son avion North American T-28 Trojan s'écrase lors d'une tentative d'atterrissage en brousse. Holm est gravement brûlé lors du crash et le pilote, un exilé cubain, l'aide à s'en sortir. Il fut alors soigné dix jours durant par des locaux, grâce à la médecine traditionnelle, avant d'être rapatrié aux États-Unis. Il a des brûlures sur environ un tiers de son corps, notamment au visage et aux mains, et il perd son œil gauche. S'ensuit une convalescence de 28 mois.

## Suite de sa carrière
Il travaillera ensuite à Hong Kong et Paris, et participa notamment à la traque contre Carlos.
Dans les années 1980, il a été directeur du groupe de lutte contre le terrorisme à la CIA, où il a restructuré et élargi le personnel et les programmes visant à lutter contre la progression globale des menaces terroristes, et il a coordonné la planification de la sécurité pour les Jeux olympiques d'été de 1984 à Los Angeles.

## L'affaire de l'espionnage économique en France
Dick Holm termine sa carrière en tant que chef de poste de la CIA à Paris, poste détenu de 1984 à 1989 par Charles Cogan. En 1995, il est expulsé par le gouvernement français, en compagnie de quatre supposés diplomates américaines, à la suite de la découverte d'une affaire d'espionnage économique, publiquement révélée en février 1995 par Charles Pasqua. Au même moment, la France rivalisait avec Washington au sujet de la politique à mener en Irak après la première guerre du Golfe (Pasqua lui-même sera plus tard soupçonné d'avoir été impliqué dans l'affaire Pétrole contre nourriture contournant l'embargo contre l'Irak).
Selon le rapport classifié de l'inspecteur général de la CIA (en), tel qu'exposé par le New York Times, Dick Holm aurait d'une part dissimulé de larges pans de ses activités à l'ambassadeur Pamela Harriman (femme de William Harriman), et aurait aussi autorisé une de ses agentes, impliquée dans l'espionnage des intérêts français, à poursuivre sa relation amoureuse avec le responsable français qu'elle devait épier. C'est cette relation amoureuse qui conduisit à la découverte de l'opération d'espionnage, qui visait tant des firmes françaises que les négociations internationales sur le commerce, menées notamment au sein de l'OMC.
Ce scandale conduisit aussi à mettre au placard Joseph DeTrani, le responsable de la CIA en Europe. Le New York Times, qui indiquait que le directeur de la CIA James Woolsey avait fait de l'espionnage économique une priorité, affirmait également que la France s'était activement engagée dans l'espionnage des hommes d'affaires américains en transit en France.

## Carrière dans le secteur privé
Il a contribué à la création d'un cabinet de sécurité privé nommé Veritas Intelligence début janvier 2008 et y travaille depuis comme conseiller de son fondateur, Gerard P. Burke.